# Janez Gril
Janez Gril, slovenski teolog in urednik, * 22. april 1947, Bušinec.
Leta 1979 je na papeški univerzi Gregoriani napravil licenciat. 
Leta 1983 je doktoriral s temo "Vloga družinskih verskih skupin v slovenski Cerkvi" in se nato istega leta kot asistent zaposlil na Teološki fakulteti v Ljubljani, kjer je predaval pastoralno sociologijo. Leta 1987 je postal višji predavatelj. 
Od leta 1989 je bil urednik časopisa Družina in nato od leta 1994 do upokojitve 2009 direktor založbe Družina. Zdaj vodi škofijski Zavod Friderika Ireneja Barage v Novem mestu.
Marca 2024 je bil imenovan za prošta stolnega kapitlja v Novem mestu.